# Bell’s Open 1989
Die Bell’s Open 1989 im Badminton fanden Mitte September 1989 statt. Es war die 15. Auflage der Turnierserie.

## Sieger und Platzierte
| Disziplin    | Gold                        | Silber                                | Bronze                              |
| ------------ | --------------------------- | ------------------------------------- | ----------------------------------- |
| Herreneinzel | Torben Carlsen              | Matthew Smith                         | Chris Hunt                          |
| Herreneinzel | Torben Carlsen              | Matthew Smith                         | Vimal Kumar                         |
| Dameneinzel  | Fiona Smith                 | Denyse Julien                         | Julie Bradbury                      |
| Dameneinzel  | Fiona Smith                 | Denyse Julien                         | Sarah Hore                          |
| Herrendoppel | Andrew Fairhurst Chris Hunt | Michael Brown Andy Goode              | Torben Carlsen Claus Thomsen        |
| Herrendoppel | Andrew Fairhurst Chris Hunt | Michael Brown Andy Goode              | Miles Johnson Andy Salvidge         |
| Damendoppel  | Karen Chapman Sara Sankey   | Elinor Middlemiss Jennifer Williamson | Tracy Dawn Allwright Cheryl Johnson |
| Damendoppel  | Karen Chapman Sara Sankey   | Elinor Middlemiss Jennifer Williamson | Denyse Julien Marie-Helene Loranger |
| Mixed        | Andy Goode Karen Chapman    | Miles Johnson Cheryl Johnson          | Dan Travers Aileen Travers          |
| Mixed        | Andy Goode Karen Chapman    | Miles Johnson Cheryl Johnson          | Kenny Middlemiss Elinor Middlemiss  |